# Dodge Stratus
Dodge Stratus — четырёхдверный седан среднего класса, производившийся с 1995 по 2006 годы американскими компаниями Dodge и Chrysler.

## Первое поколение (1995—2000)

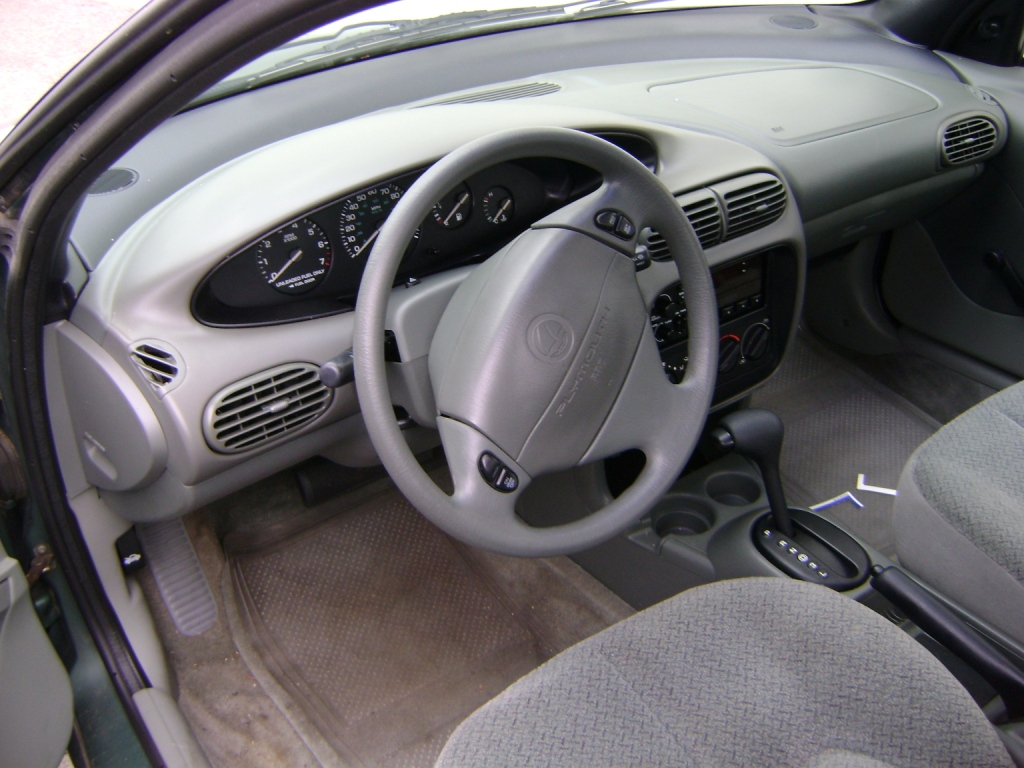
Место водителя Dodge Stratus 1 поколения

Автомобиль Dodge Stratus первого поколения был выпущен на рынок в 1995 году как замена Dodge Spirit и Dynasty. Автомобиль существовал в двух комплектациях: базовой (в 2000 году переименована в SE) с двигателем объёмом 2 л (опционально был доступен двигатель объёмом 2,4 л) и ES в 1995—1997 годах, также комплектовавшейся двухлитровым двигателем (опционально были доступны двигатели объёмом 2,4—2,5 л). С 1998 года базовым для ES стал двигатель объёмом 2,4 л, а с 1999 года единственным вариантом стал автомобиль с двигателем объёмом 2,5 л V6.
В Мексике продавалась турбированная версия Stratus, комплектовавшаяся 4-цилиндровым DOHC двигателем объёмом 2,4 л и 4-ступенчатой АКПП с функкцией Autostick. Двигатель автомобиля развивал мощность 168 л. с. (124 кВт) при 5200 об/мин и крутящий момент 293 Н*м при 2200 об/мин.
Производство автомобилей Dodge Stratus первого поколения завершилось в 2000 году, на смену пришёл автомобиль Chrysler Sebring.

## Второе поколение (2000—2006)

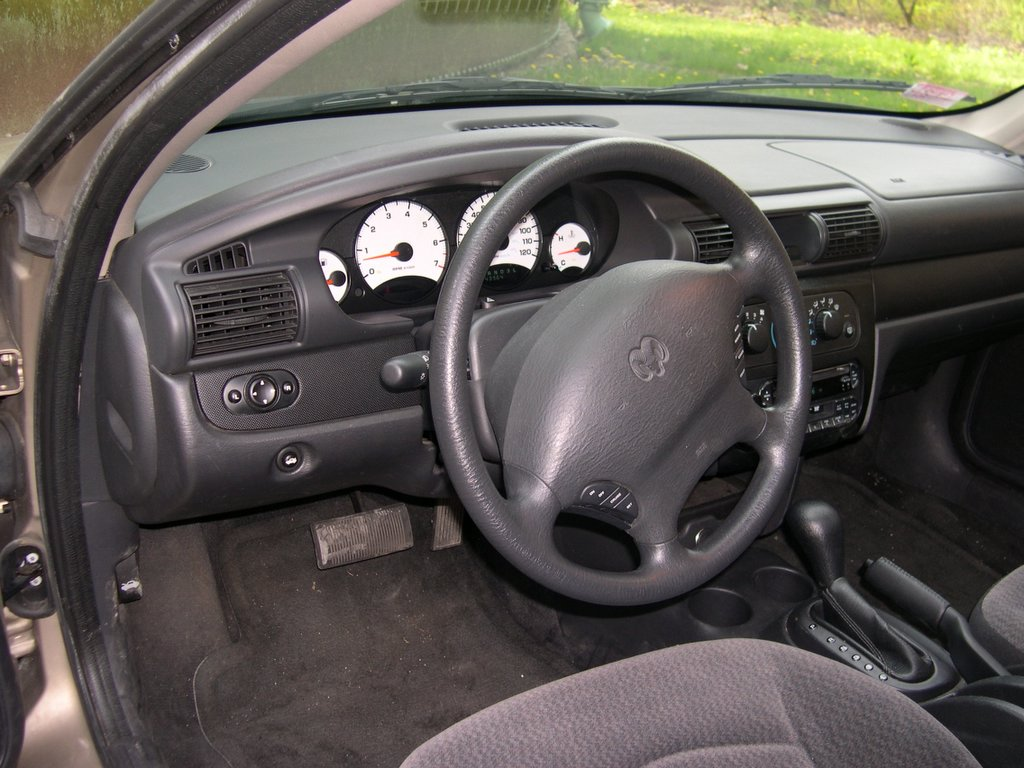
Место водителя Dodge Stratus 2 поколения

В 2000 году было запущено производство автомобилей Dodge Stratus второго поколения. От предшественника автомобиль отличается объёмом багажника, тканевой обшивкой сидений и пластиковой приборной панелью с некоторыми деревянными деталями. Также на шасси Dodge Stratus второго поколения был произведён автомобиль-купе. Производство завершилось в 2006 году.

## Продажи
| Год   | Продано |
| ----- | ------- |
| 1998  | 123303  |
| 1999  | 95186   |
| 2000  | 128549  |
| 2001  | 110504  |
| 2002  | 114056  |
| 2003  | 59022   |
| 2004  | 136014  |
| 2005  | 104020  |
| 2006  | 102317  |
| Всего | 972971  |

## Интересные факты
В 2008—2010 годах на шасси Dodge Stratus производился автомобиль Volga Siber.

## Галерея

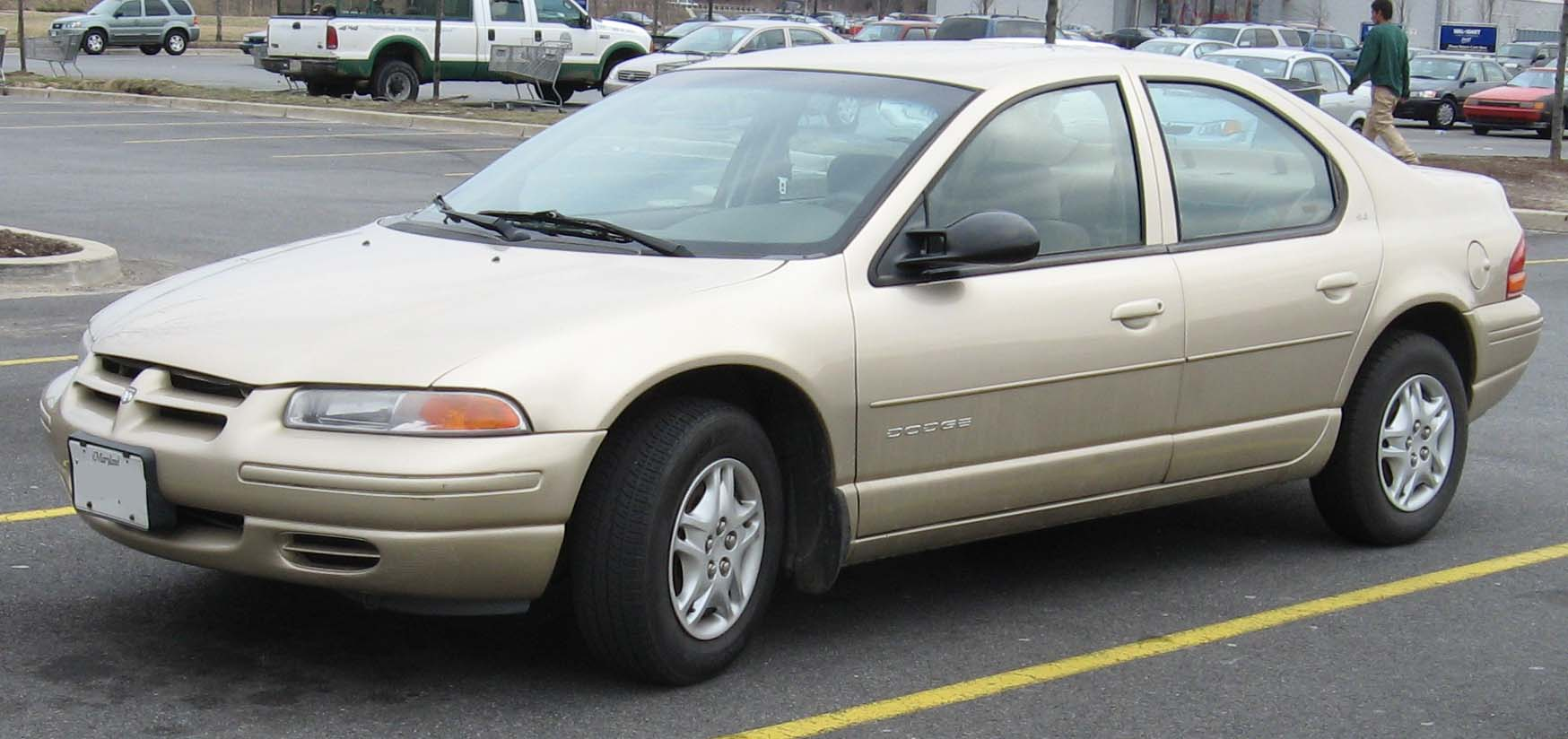
Dodge Stratus первого поколения
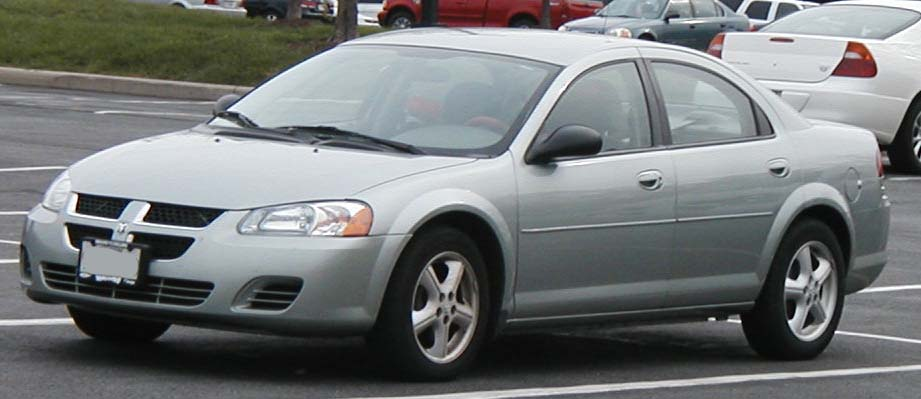
Dodge Stratus второго поколения
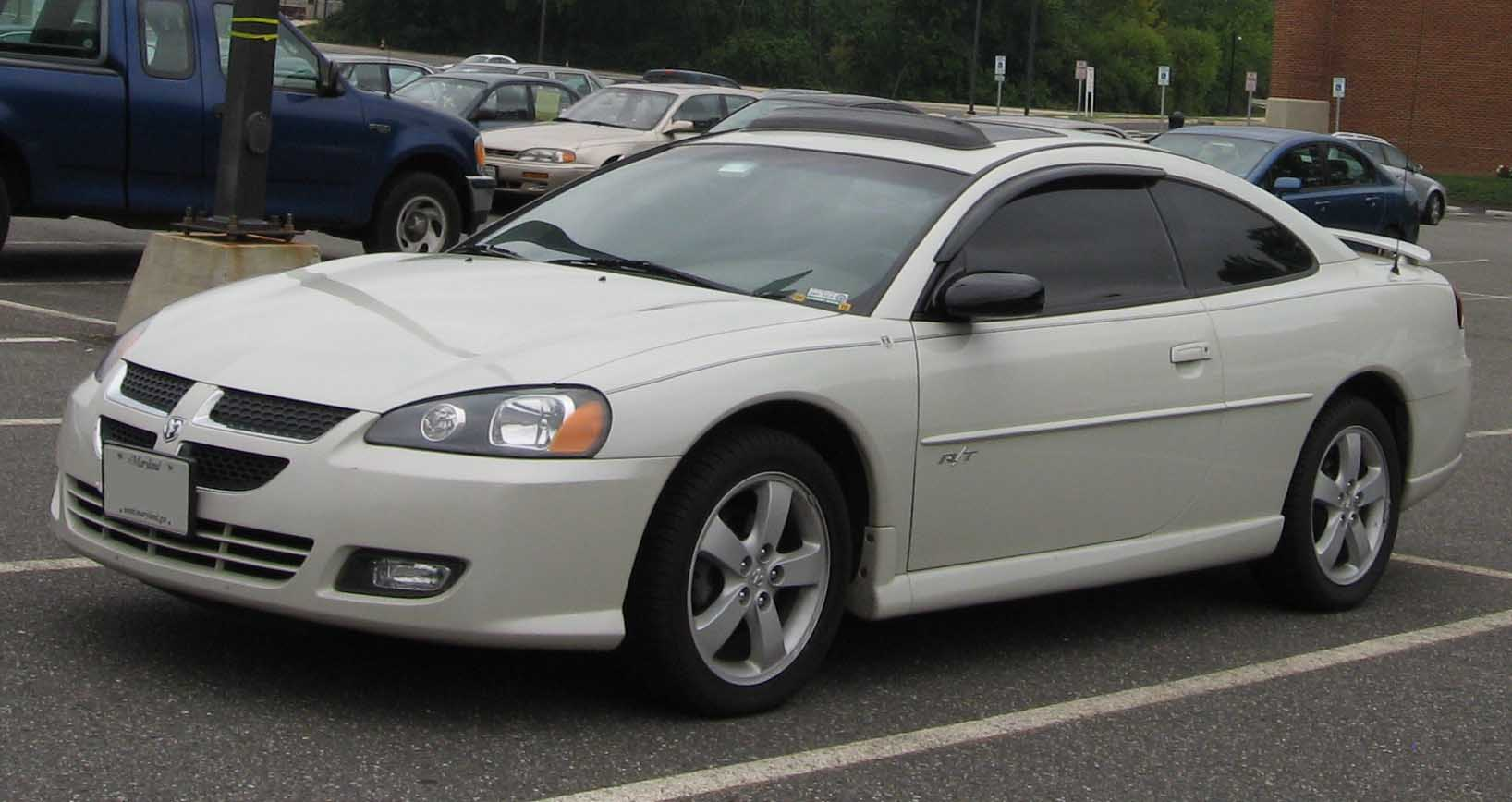
Dodge Stratus RT
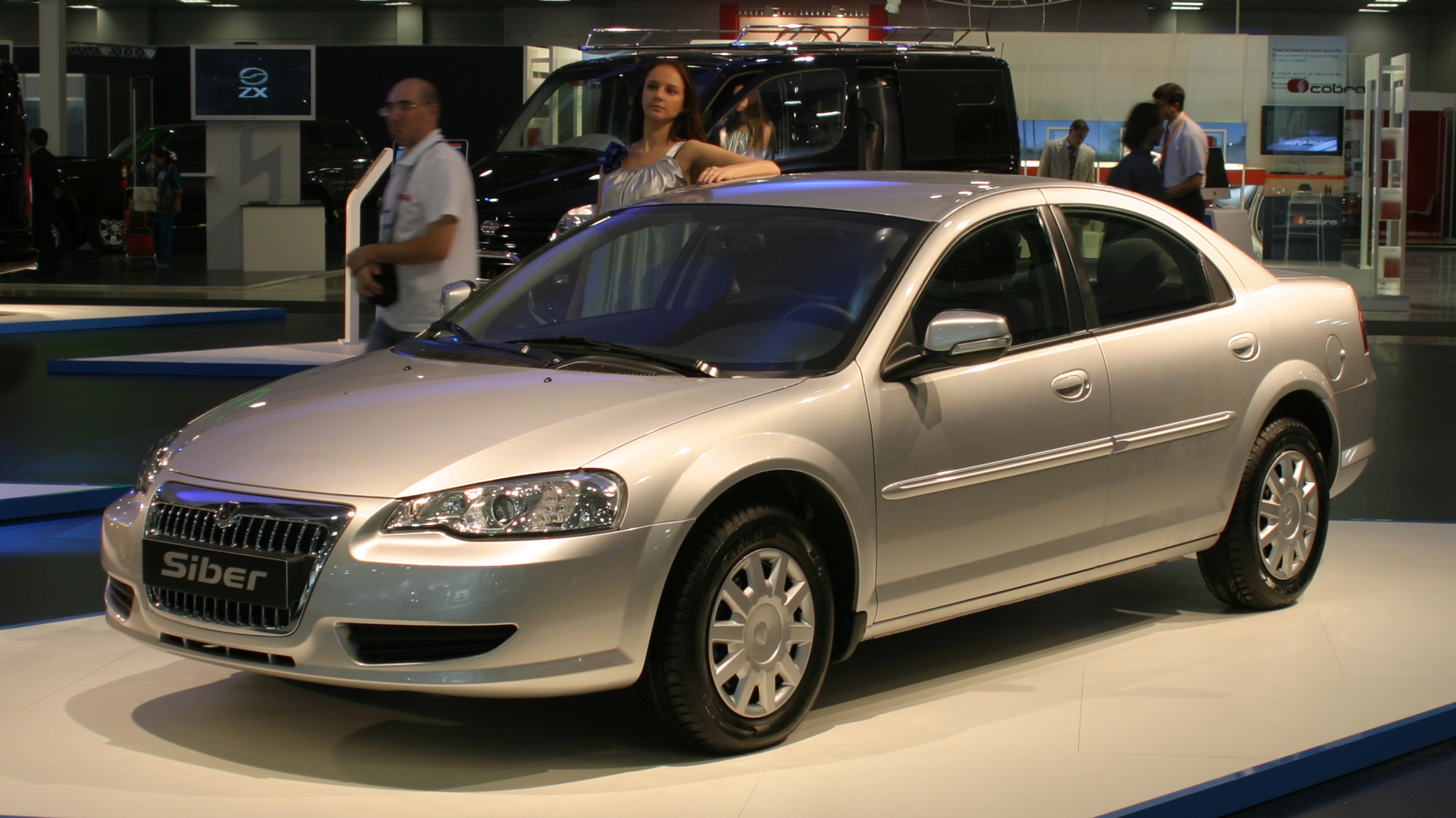
Volga Siber